# Bobbio
Bobbio (v bobbijském a piacentském nářečí Bòbi, ligursky Bêubbi, latinsky Bobium) je italská obec v provincii Piacenza v regionu Emilia-Romagna poblíž hranice s Piemontem. V obci Bobbio bylo k 31. srpnu 2020 registrováno 3 511 obyvatel, z toho 380 cizích státních příslušníků, tj. téměř 11 % obyvatelstva. Mezi cizinci byli nejvíce zastoupeni občané Rumunska, Severní Makedonie, Ukrajiny a Nigérie. Historické městečko, ležící na staré solné stezce z Piacenzy do Janova, je členem Sdružení horských obcí údolí Trebbie a Luretty (Unione montana Valli Trebbia e Luretta). Bobbio je zároveň od roku 2008 jedním z 308 členů (stav k prosinci roku 2020) asociace I Borghi più belli d'Italia (Nejkrásnější historická sídla v Itálii).

## Geografie
Bobbio leží v údolí řeky Trebbie v nadmořské výšce 272 metrů, obklopené vrcholy severní oblasti Ligurských Apenin. Nejvyšší horou na katastrálním území obce je Monte Penice (v místním nářečí Pënas, 1460 m n. m.), jeden z nejvyšších vrcholů Ligurských Apenin, který je od městečka Bobbio vzdálený přibližně 5 km směrem na severozápad. V širším okolí Bobbia jsou četné další hory, jejichž nadmořská výška se pohybuje kolem jednoho tisíce metrů. Bobbio leží v mírném klimatickém pásmu, díky poloze v horské oblasti jsou zde léta chladnější, v zimním období je naopak chráněno před nepřízní počasí. V údolí Trebbie v lokalitě San Martino se nacházejí bobbijské lázně (Terme di Bobbio).

## Historie
Podle archeologických nálezů byla oblast Bobbia osídlena již v době bronzové. Ve starověku zde sídlili Ligurové a Keltové, příslušníci kmene Bójů, kteří na tomto území vystřídali Ligury v 5. a 4. století př. n. l. Od názvu keltského kmene Bójů je odvozen původ jména sídla Bovium či Bobium (Bobbio), stejně jako latinské jméno Monte Penice saltus Boielis, z čehož lze odvodit, že jméno Bobbio má podobný původ, jako například Bavorsko (Bavaria), Čechy (latinsky Bohemia) nebo italská Bologna (Bononia, původní název hlavního sídlo Bójů na italském území). Existence římské osady na této lokalitě na levém břehu Trebbie je datována do roku 14 př. n. l. 

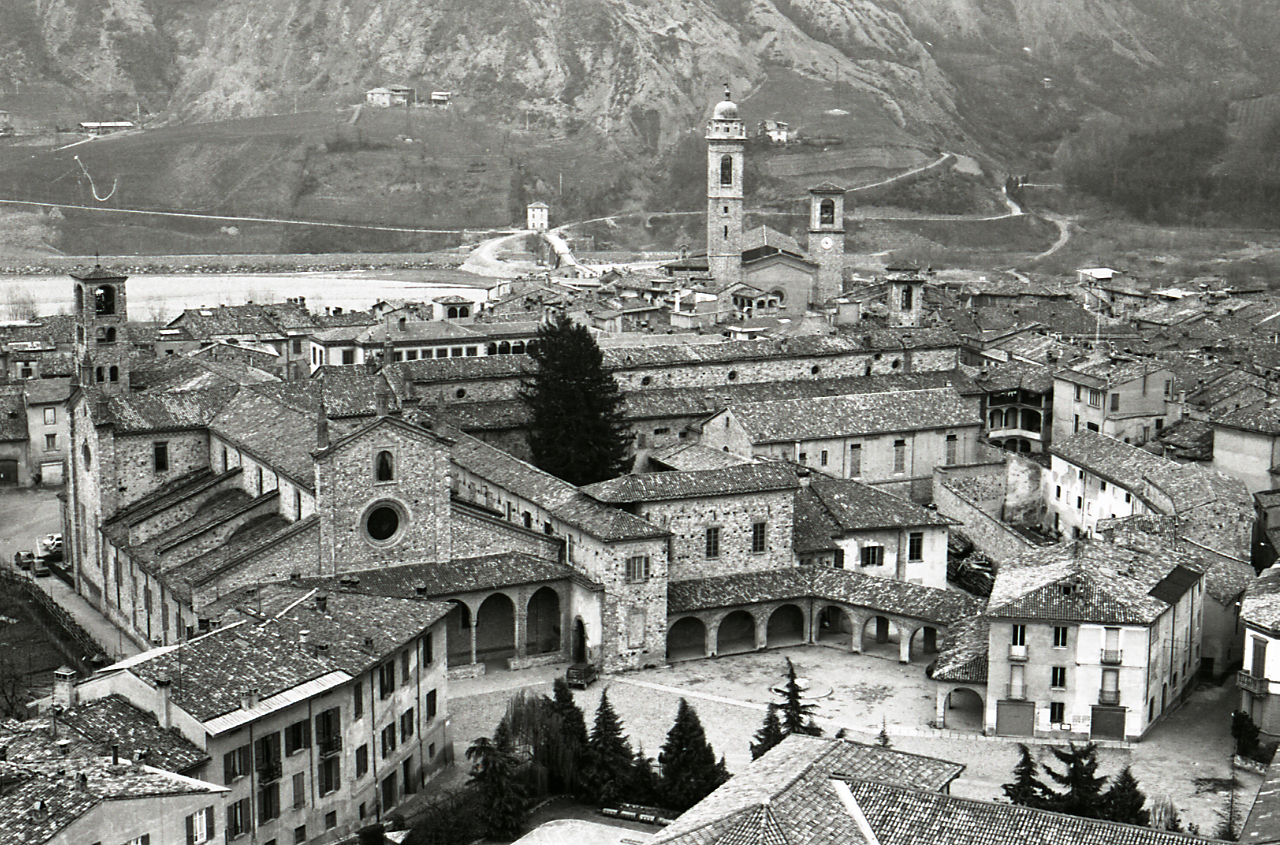
Paolo Monti: Bobbio (1978)

V roce 614 n. l. přišel do Bobbia irský mnich a křesťanský misionář Kolumbán, kterému langobardský král Agilulf poskytl pro šíření křesťanské víry v místě zvaném Ebovium pozemky a zpustlý kostel sv. Petra. Vedle tohoto kostela bylo vybudováno opatství, které neslo jméno svého zakladatele, zesnulého v roce 615. Dobytí Pávie v roce 774 franskými vojsky Karla Velikého vedlo k pádu langobardského království, Bobbio však získalo nová císařská privilegia a stálo se centrem velkého léna v severní Itálii. V letech 834 až 836 byl opatem kláštera v Bobbiu Wala, bratranec a poradce Karla Velikého. V období mezi 9. a 11. stoletím byla na obranu před muslimskými vpády v okolí Bobbia vybudována řada pevnosti. Za opata Agilulfa byla v roce 883 zahájena výstavba nového kláštera, jehož podoba se dochovala dodnes.
Díky podpoře císaře Jindřicha II. byl Bobbiu 14. února 1014 udělen statut města a samostatné obce. Zároveň se Bobbio stalo sídlem biskupství, kterým zůstalo až do 21. století (diecéze Piacenza-Bobbio).
Během druhé světové války v oblasti působily významné složky hnutí protifašistického odporu. Bobbio bylo jako první město v severní Itálii osvobozeno 7. července 1944 a vzápětí zde byla vyhlášena takzvaná „Republika Bobbio“, která zde existovala až do 27. srpna 1944, kdy bylo území opět dobyto italskými fašisty.
Obyvatelstvo v údolí Trebbie je často sužováno velkými povodněmi. Do novodobé historie se zapsala povodeň, k níž došlo po bouří 17. července 1908, a posléze ještě ničivější povodeň z 19. září 1953. Ve dnech 14. a 15. září 2015 se rozlily severoitalské řeky Nure, Aveto a Trebbia. Během povodní zahynuli tři lidé, vodou a naplavenými troskami byly nejvíce postiženy obce Roncaglia, Ponte dell'Olio, Bettola, Farini, Ferriere, Rivergaro, Bobbio, Corte Brugnatella a Ottone.

## Pamětihodnosti
Na území obce Bobbio se nachází množství církevních i světských nemovitých kulturních památek – kostely, kláštery, desítky paláců, pevnosti, hrady, mlýny, mosty a další stavby, jako například:
- Abbazia di San Colombano – opatství svatého Kolumbána z 9. století, klášter a muzea
- Duomo di Bobbio – katedrála z 11. století, diecézní muzeum
- Ponte Gobbo, též Ponte Vecchio nebo Ponte del Diavolo – most Gobbo, Starý most nebo Ďáblův most, stavba původně ze 7. století, most přes řeku Trebbii, symbol města Bobbia
- Santuario di Santa Maria in Monte Penice – kaple Panny Marie na hoře Penice, stavba původně ze 7. století
- Chiesa di San Lorenzo – kostel z 12. století
- Monastero di San Francesco – klášter svatého Františka z 13. století
- Chiesa di San Policarpo – farní kostel svatého Polykarpa, původně z přelomu 1. a 2. tisíciletí n. l.
- Castello Malaspina-Dal Verme – hrad z počátku 13. století s přilehlým parkem
- Castello del Dego (též castello Barberino) – hrad, vybudovaný Malaspiny, první písemná zmínka je z roku 1207
- Torre di Cadonica – středověké opevnění v osadě Cadonica, části vsi Mezzano Scotti
- Borgo di San Cristoforo – opevněná usedlost (tvrz) z 9. století v osadě San Cristoforo
- Sentiero medievale per il Santuario del Monte Penice – středověká poutní cesta ke svatyni na hoře Penice

## Partnerské obce
- Navan, County Meath, Irsko
- Ybbs an der Donau, Rakousko

## Zajímavosti
- Bobbio je místem děje knihy britského autora Petera Tremayna (vlastním jménem Peter Berresford Ellis) Jezdec věstí smrt (Behold A Pale Horse, 2011), z cyklu detektivních Případů sestry Fidelmy, imaginární irské vyšetřovatelky ze 7. století.[5]
- Někteří historici se domnívají, že na slavném obraze Leonarda da Vinciho je na pozadí za postavou Mony Lisy vyobrazena řeka Trebbia v Bobbiu se Starým (Ďáblovým) mostem.[6]

## Galerie

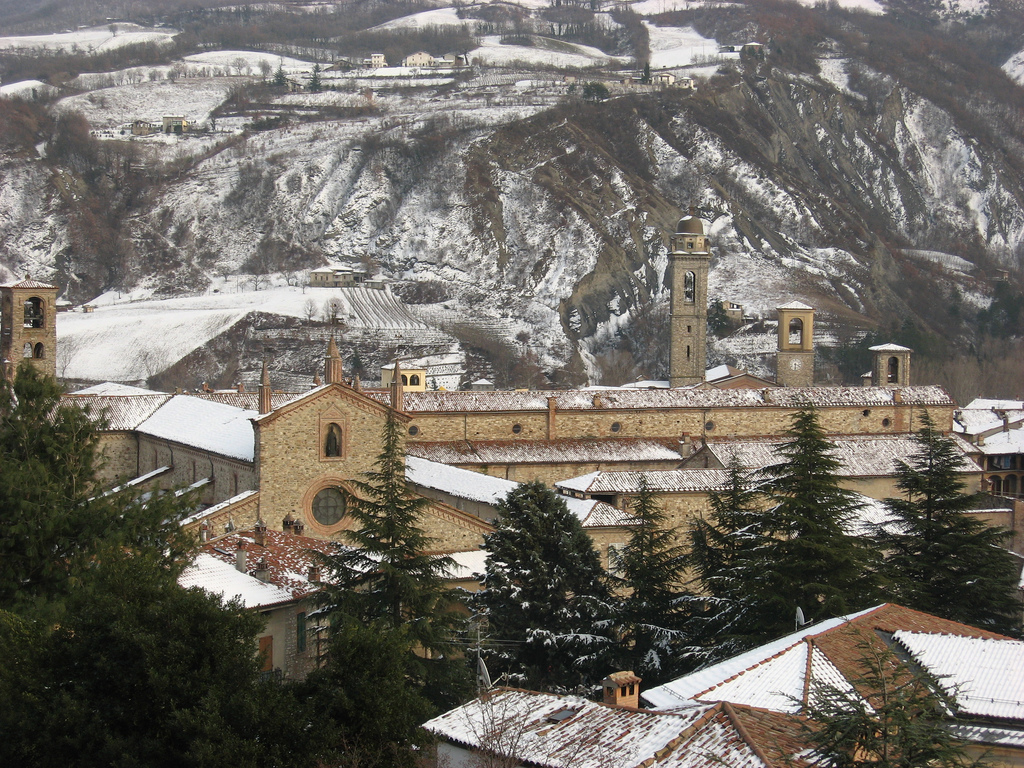
Opatství svatého Kolumbána
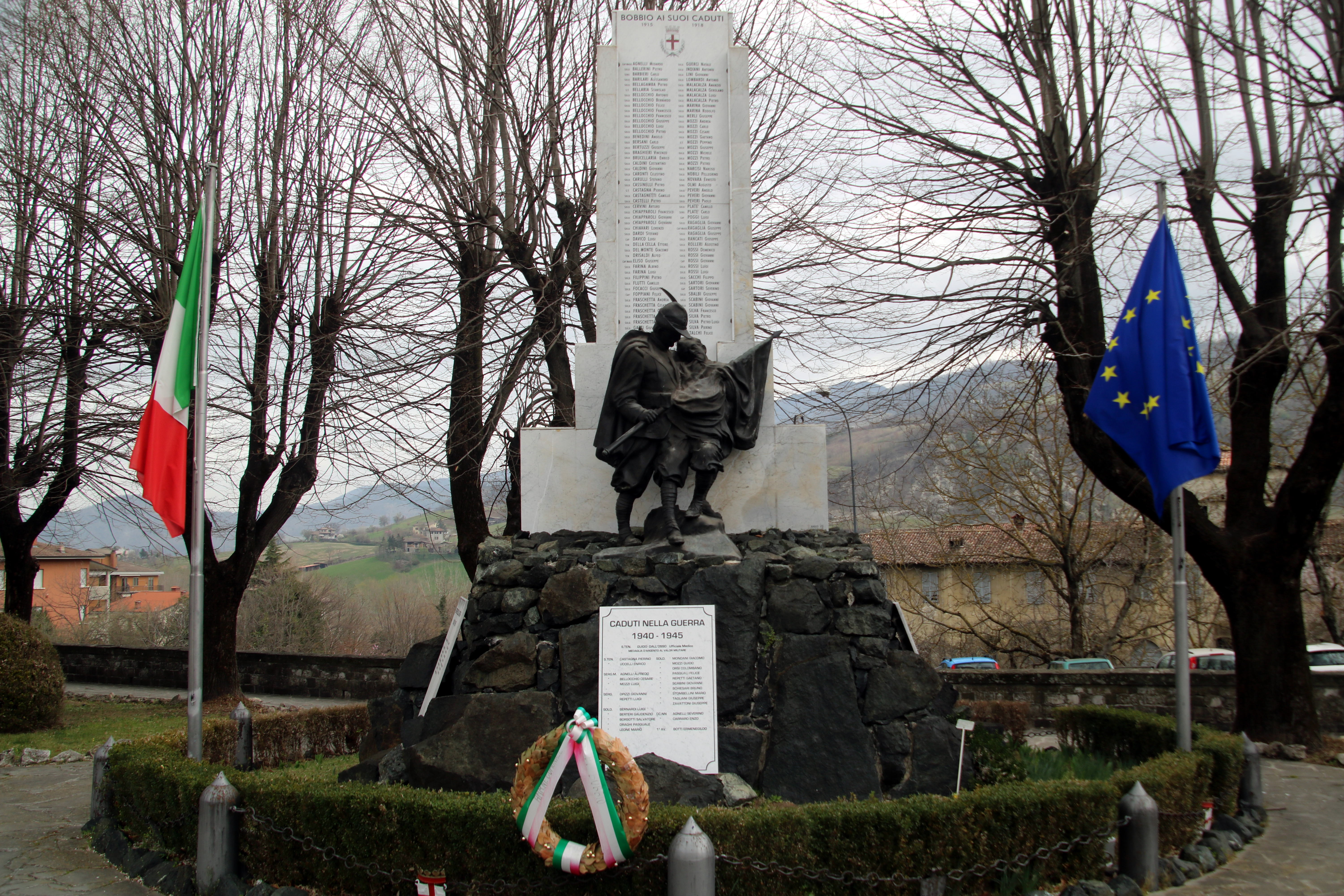
Pomník obětem druhé světové války
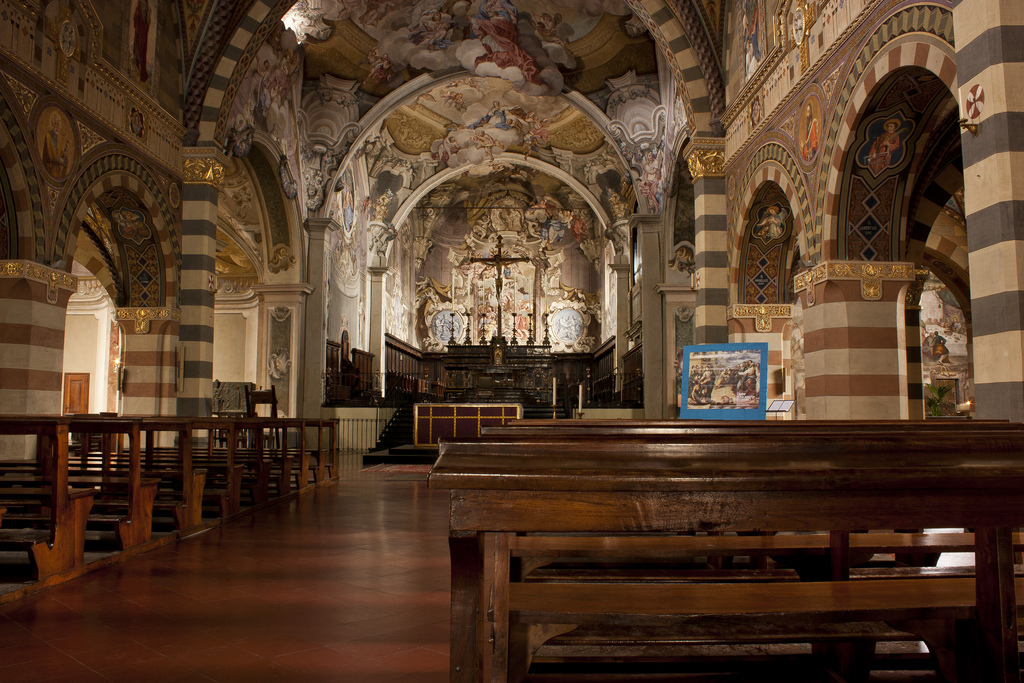
Interiér katedrály v Bobbiu
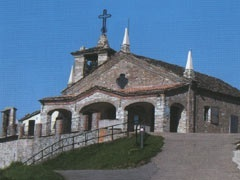
Kaple Panny Marie na Monte Penice
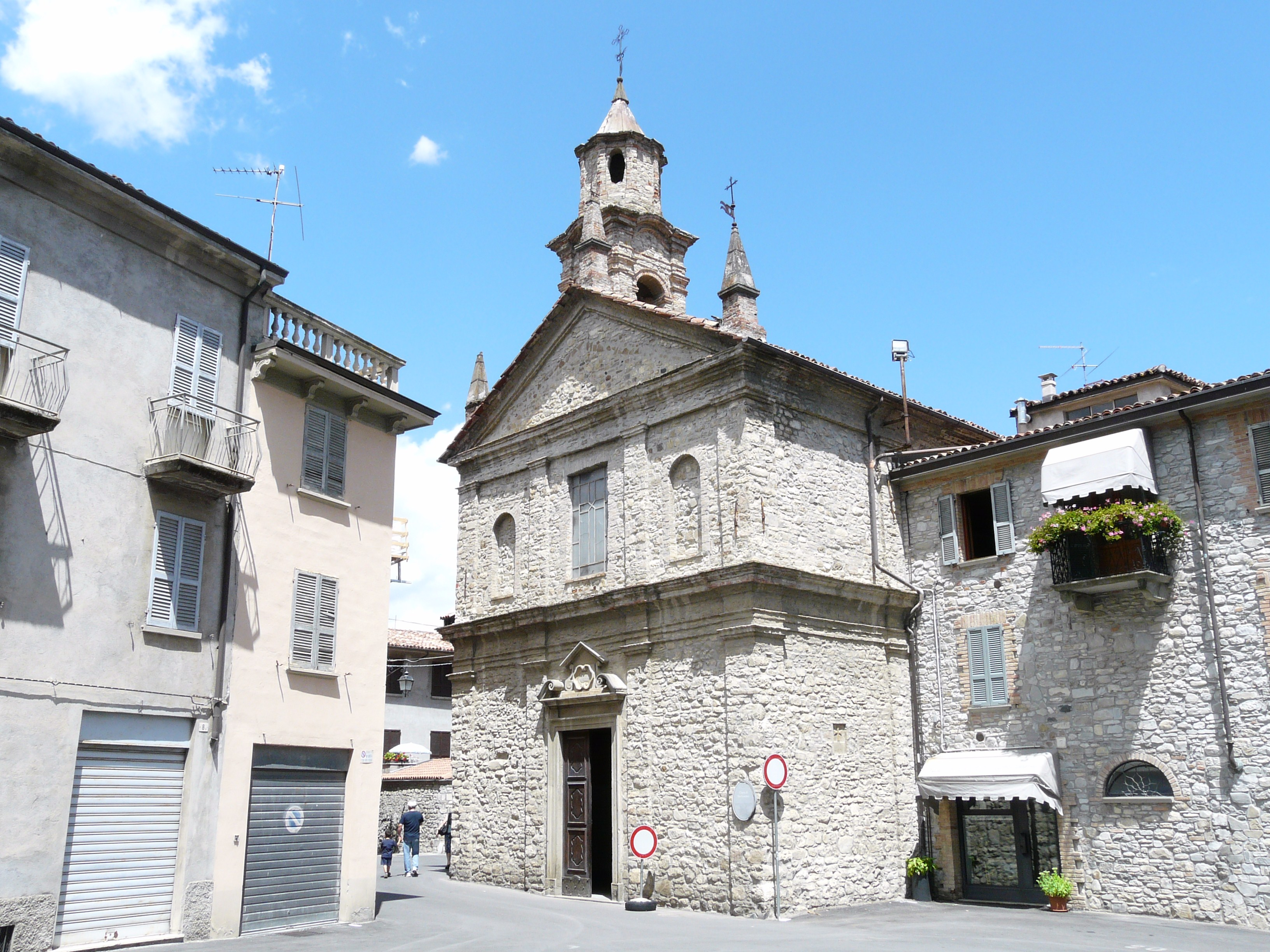
Kostel San Lorenzo
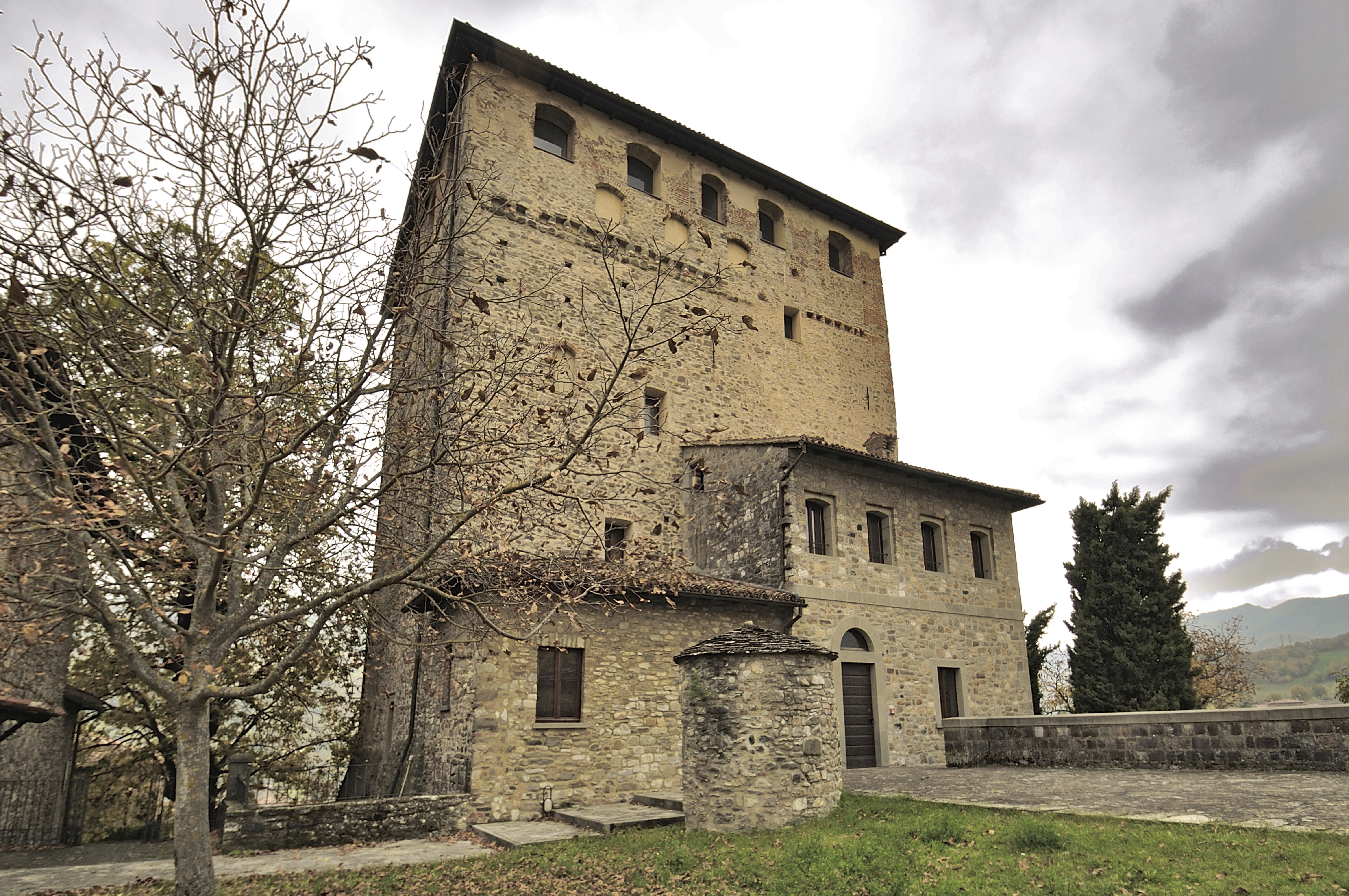
Hrad Malaspina-Dal Verme